# Kulen
Kulen nebo také kulin je druh uzeniny pocházející z oblasti Slavonie, Baranji a Sremu. Patří k zabíjačkovým specialitám, vyrábí se v chladných měsících a dozrává až devět měsíců. Připravuje se z mletého vepřového masa (nejčastěji lokálního plemene fajferica) dochuceného česnekem, solí, mletou paprikou a někdy i černým pepřem, které se nadívá do vepřového tlustého střeva, pomalu se udí chladným kouřem z bukového nebo habrového dřeva a nechá se důkladně vyschnout. Někdy se také zahrabává do popela, který slouží jako desikant. Kulen má konzistenci klobásy, ale tvar a velikost salámu (může vážit 700 g až 1 kg). Existuje množství lokálních variant, lišících se obsahem tuku i pálivostí papriky, vyrábí se podomácku i průmyslově. Kulen je v zemích svého původu typickou součástí svátečního stolu a byla mu udělena ochranná známka Izvorno hrvatsko. Ve městě Bački Petrovac se konají pravidelné slavnosti kulenijada.[zdroj?]